# 挑戦 (1958年の映画)
『挑戦』（ちょうせん、La sfida）は、フランチェスコ・ロージが監督した、1958年公開のイタリア映画。主演のホセ・スアレスは、地元のカモッラのボスに取って代わろうとするギャングを演じた。本作は、第19回ヴェネツィア国際映画祭で審査員特別賞を受賞した。
この作品は、カモッラのボスであった「ノーラのパスクワーレ (Pasquale 'e Nola)」ことパスクワーレ・シモネッティと、彼の妻で美人コンテストで知られたプペッタ・マレスカの実話を基にしており、プペッタ役はロザンナ・スキャフィーノが演じた。
制作には、イタリアのチネチッタとヴィデス・シネマトグラフィカ、スペイン資本のルックス・フィルム、スエビア・フィルムズが出資した。

## あらすじ
ヴィラート・ポラーラ（ホセ・スアレス）は、子分たちを使って密輸を手がけていたが、ふとしたきっかけから野菜の仲買いに手を出そうと考えた。しかし、農村からの野菜の供給は、既にアイエロ（ホセ・ハスぺ）という男が牛耳っていた。ボラーラは早速、アイエロに接触する。最初は相手にされなかったボラーラだったが、やがてアイエロも彼を受け入れた。ポラーラは、徐々に力をもちはじめ、やがてアッスンタ（ロザンナ・スキャッフィーノ）と婚約し、豪華なアパートへと転居する。